# Anatoli Dorodnitsyne
Anatoli Alekseïevitch Dorodnitsyne (en russe : Анатолий Алексеевич Дородницын ; né le 19 novembre 1910 (2 décembre dans le calendrier grégorien) dans le Gouvernement de Toula (Empire russe), mort à Moscou le 7 juin 1994) est un physicien, un géophysicien et un mathématicien russe.
Son domaine de recherche couvre la météorologie, l'aérodynamique et les mathématiques appliquées pour le calcul scientifique.

## Biographie
Après des études à l'Institut du pétrole à Grozny, il entre en 1936 à l'Observatoire principal de géophysique de Léningrad où il soutient sa thèse en 1939.
De 1941 à 1960, il travaille au TsAGI où il soutient sa thèse d'État en 1942.
À partir de 1947, il enseigne à l'université d'État de Moscou et à l'Institut d'aviation de Moscou.
De 1955 à sa mort, il dirige le VTs AN, un institut dédié à la simulation numérique.
Il a été présent dans de très nombreuses associations ou commissions scientifiques nationales et internationales qui lui ont valu de nombreuses médailles commémoratives : médaille d'argent de la ville de Paris, médailles des Académies des sciences de Bulgarie, de RDA et de Mongolie, médaille commémorative Tchelomeï.

## Distinctions
- Prix Staline en 1946, 1947 et 1951.
- Ordre de Lénine en 1956, 1959, 1963, 1970 et 1980.
- Membre de l'Académie des sciences de Russie en 1953.
- Héros du travail socialiste en 1970.
- Prix Krylov en 1972, 1977 et 1978.
- Prix du Conseil des Ministres de l'URSS en 1981.
- Prix Lénine en 1983.
- Prix Glushkov en 1983.